# Burchard van Lechsgemünd
Burchard van Lechsgemünd (ca. 1055 - 16 mei 1112) was van 1100 tot 1112 bisschop van Utrecht. 
Hij was een zoon van Kuno van Lechsgemünd en Mathilde van Achalm. 
Burchard was tijdens de investituurstrijd een aanhanger van keizer Hendrik IV. Voordat hij door keizer Hendrik IV tot bisschop van Utrecht benoemd werd, was hij domproost van Straatsburg. 
In 1101 slaagde Burchard er schijnbaar in het slepende conflict van het bisdom Utrecht met Floris II van Holland en diens voorgangers te beëindigen. In ruil voor een erkenning als leenheer gaf de bisschop van Utrecht het Rijnland (de streek rond het huidige Leiden) aan Floris in leen. Ongeveer vanaf hetzelfde moment kwam de titel graaf van Holland in zwang. 
Kort voor 1105 gaf Burchard de opdracht tot de bouw van een nieuwe kapittelkerk te Zutphen. Graaf Otto II van Zutphen voerde de bouw uit en in 1105 wijdde Burchard de nieuwe voltooide kerk in als Sint Walburgiskerk. Ook de bouw van de octogonale Walburgiskerk te Groningen wordt aan bisschop Burchard toegeschreven. Zijn voorliefde voor de heilige Walburga komt mogelijk uit zijn streek van herkomst, Beieren, waar het gebeente van de heilige rust in Eichstatt.
De opvolger van de keizer, Hendrik V, erkende Hendrik I van Zutphen als graaf van de eerder aan het bisdom Utrecht in leen gegeven Friese graafschappen Oostergo en Westergo. 
Burchard stierf in 1112. Hij werd begraven in de Dom van Utrecht.